# 雨のちスペシャル
「雨のちスペシャル」（あめのちスペシャル）は、声優の國府田マリ子が出した7枚目のシングルである（8cmシングル）。品番はKIDA-7638。

## 収録曲
（全作詞：國府田マリ子）
1. 雨のちスペシャル
  - 作曲：松原みき、編曲：西脇辰弥
  - NHK『みんなのうた』1997年10月 - 11月（5分1曲枠）放送曲。雨の日に家の中で思いをめぐらせる内容で、映像は株式会社スリー・ディーの大井文雄による3DCGアニメーションによるものである。
  - 本放送から1年足らずの1998年6月以降、幾度か再放送が行われている。2011年発売のDVD『NHK みんなのうた 第12集』 (NSDS-7534) にも収録されている。
  - 日本コロムビア発売の『NHK みんなのうた 米の歌』 (COCC-14959) を皮切りに、同社発売の同番組の複数のコンピレーションアルバムにオリジナル音源が収録されているが、國府田個人名義のアルバムではベストアルバム『My Best Friend』『國府田マリ子 パーフェクト・ベスト』に収録されているが、オリジナルアルバムには収録されていない。
  - 1997年の『みんなのうた』放送曲の中では「WAになっておどろう」と並んで、視聴者の人気を呼んだ曲である[1]。
2. 言いだせなくて
  - 作曲：井上うに、編曲：中村修司
3. 雨のちスペシャル（オリジナル・カラオケ）
4. 言いだせなくて（オリジナル・カラオケ）